# Night Passage (album)
Night Passage is een muziekalbum dat in 1980 werd uitgebracht door de jazzrock-formatie Weather Report.

## Nummers
1. Night Passage (Zawinul)– 6:33
2. Dream Clock (Zawinul)– 6:29
3. Port Of Entry (Shorter)– 5:10
4. Forlorn (Zawinul)– 3:53
5. Rockin' In Rhythm (Carney, Ellington, Mills)– 3:03
6. Fast City (Zawinul)– 6:21
7. Three Views Of A Secret (Pastorius)– 5:55
8. Madagascar (Zawinul) live in Osaka, Japan – 10:57

## Musici
- Joe Zawinul - Keyboards
- Wayne Shorter - Saxofoons
- Jaco Pastorius - Bas
- Peter Erskine - Drums
- Robert Thomas Jr. - Hand drums

Bandleden: Joe Zawinul · Wayne Shorter · Jaco Pastorius · Peter Erskine

Miroslav Vitouš · Eric Gravatt · Alphonse Mouzon · Airto Moreira · Alex Acuña · Manolo Badrena · Dom Um Romão · Alphonso Johnson · Victor Bailey · Omar Hakim · José Rossy
Discografie: Weather Report (1971) · I Sing the Body Electric · Live in Tokyo · Sweetnighter · Mysterious Traveller · Tale Spinnin' · Black Market · Heavy Weather · Mr. Gone · 8:30 · Night Passage · Weather Report (1982) · Procession · Domino Theory · Sportin' Life · This Is This